# Кириленко, Мария Юрьевна
Мария Юрьевна Кириле́нко (род. 25 января 1987, Москва) — российская теннисистка, заслуженный мастер спорта. Победительница Итогового чемпионата WTA (2012) в парном разряде; победительница 18 турниров WTA (шесть — в одиночном разряде); бронзовый призёр Олимпийских игр в Лондоне в парном разряде; финалистка двух турниров Большого шлема в парном разряде (Открытый чемпионат Австралии-2011, Открытый чемпионат Франции-2012); четвертьфиналистка трёх турниров Большого шлема в одиночном разряде;  двукратная финалистка Кубка Федерации (2011, 2013) в составе национальной сборной России; бывшая десятая ракетка мира в одиночном и пятая в парном разрядах.
На юниорском уровне была второй ракеткой мира в юниорском одиночном рейтинге, победительницей одного юниорского турнира Большого шлема в одиночном разряде (Открытый чемпионат США-2002), полуфиналисткой одного юниорского турнира Большого шлема в одиночном разряде (Уимблдон-2002).

## Общая информация
Родителей Марии зовут Юрий и Ольга.
Кириленко в теннисе с семи лет. Когда ей было 12 лет, её заметила во время тренировки заслуженный мастер спорта Елена Брюховец. Через год Брюховец предложила Марии работать вместе. Была разработана специальная трёхгодичная программа, и менее чем за 3 года Кириленко стала первым номером в своей возрастной группе и второй в возрастной группе до 18 лет. Евгений Кафельников, Андрей Ольховский и Максим Мирный помогали Кириленко в организации тренерского процесса и поездках на турниры.
Любимые покрытия — хард и грунт.

### Личная жизнь
Кириленко несколько лет состояла в отношениях с российским теннисистом Игорем Андреевым. Расстались в 2011 году.
В ноябре 2011 года российский хоккеист Александр Овечкин из Вашингтон Кэпиталз назвал в Твиттере Марию своей девушкой. 31 декабря 2012 года Овечкин подтвердил слухи о том, что он и Кириленко были помолвлены. В июле 2014 года она отменила запланированную свадьбу, пояснив, что за её решением стояло много причин.
24 января 2015 года Кириленко вышла замуж за Алексея Степанова, главу Комитета государственных услуг города Москвы. В июле 2015 года, после десятимесячного отсутствия в профессиональном теннисе, стало известно, что Кириленко родила сына . В июле 2017 года Мария родила дочь. В 2020 году пара развелась.  
С 2023 года замужем за хоккеистом Николаем Жердевым. В ноябре 2024 стало известно, что у Марии и Николая родилась дочь.

## Награды
- Медаль ордена «За заслуги перед Отечеством» II степени (13 августа 2012 года) — за большой вклад в развитие физической культуры и спорта, высокие спортивные достижения на Играх XXX Олимпиады 2012 года в городе Лондоне (Великобритания)[11].
- Заслуженный мастер спорта России (20 августа 2012 года)[12].

## Спортивная карьера

### Начало карьеры
На юниорском этапе карьеры главными достижениями Кириленко стали победы в 2002 году на Открытом чемпионате Канады и Открытом чемпионате США среди спортсменов не старше 18 лет.
В США она в финале обыграла чешку Барбору Стрыцову. По ходу юниорской карьеры она поднималась на вторую строчку рейтинга.
На взрослых соревнованиях под эгидой WTA Мария дебютировала в сентябре 2002 года на турнире на Бали. В первом матче на таком уровне она уступила Николь Пратт. До конца сезона она сыграла ещё на двух турнирах WTA в Токио и Паттайе, пробившись на них через квалификацию.
В январе 2003 года в США россиянка выиграла первый титул из цикла ITF с минимальным призовым фондом для таких турниров 10 000 долларов. В феврале, пройдя три раунда квалификации, она выступила на турнире в Хайдарабаде, где смогла впервые пройти в четвертьфинал WTA-тура. В конце августа, благодаря победе в квалификации, Кириленко дебютировала на взрослых соревнованиях серии Большого шлема, выступив на Открытом чемпионате США. В первых двух раундах она смогла одержать победы и на первом же Большом шлеме в карьере прошла в третий раунд. Путь дальше для неё закрыла шестая ракетка мира на тот момент Амели Моресмо.
В феврале 2004 года Кириленко впервые сыграла в финале WTA. Произошло это на турнире в Хайдарабаде, где в борьбе за титул она проиграла австралийской теннисистке Николь Пратт (6-7(3), 1-6). В мае она одержала победу на 50-тысячнике ITF в Сен-Годенсе и впервые вошла в первую сотню мирового рейтинга. На дебютном Открытом чемпионате Франции Мария во втором раунде сыграла против знаменитой Серены Уильямс и сумела выиграть у американки первый сет, но в итоге уступила со счётом 6-4, 2-6, 4-6. В июне на травяных кортах в Бирмингеме она смогла выиграть парный титул, выступая в дуэте со своей ровесницей Марией Шараповой. Первый в карьере Уимблдонский турнир завершился для Кириленко в первом же раунде. На Открытом чемпионате США она смогла выиграть в первом раунде 25-й номер посева Елену Лиховцеву, но во втором проиграла американке Лизе Реймонд.
В январе 2005 года Кириленко сыграла на соревнованиях Открытого чемпионата Австралии и завершила турнир во втором раунде. В феврале на турнире в Хайдарабаде она прошла в полуфинал. Через две недели после этого Мария через квалификацию попала на турнир в Дохе, где вышла в четвертьфинал. Остановить россиянку смогла № 2 в мире Амели Моресмо. В марте на турнире 1-й категории в Индиан-Уэллсе Мария выиграла, включая квалификацию, пять матчей подряд и прошла в четвёртый раунд. В мае с испанской теннисисткой Анабель Мединой Гарригес она дошла до парного финала в Риме. На Ролан Гаррос Кириленко проиграла в первом, а на Уимблдоне и Открытом чемпионате США — во втором раунде. В сентябре она выиграла свой первый титул в турнирах WTA, одолев в финале турнира в Пекине Анну-Лену Грёнефельд 6-3, 6-4. Чуть ранее в полуфинале она прошла первую ракетку мира на тот момент Марию Шарапову, сделав это не без помощи соперницы, которая отказалась от продолжения борьбы во втором сете при счёте 6-4, 2-1 в пользу Кириленко. На следующем для себя турнире в Гуанчжоу она вышла в четвертьфинал. На турнире в Токио Мария сыграла в полуфинале и выиграла парный трофей в альянсе с Хиселой Дулко. По итогам сезона она заняла 25-е место.

### 2006—2008

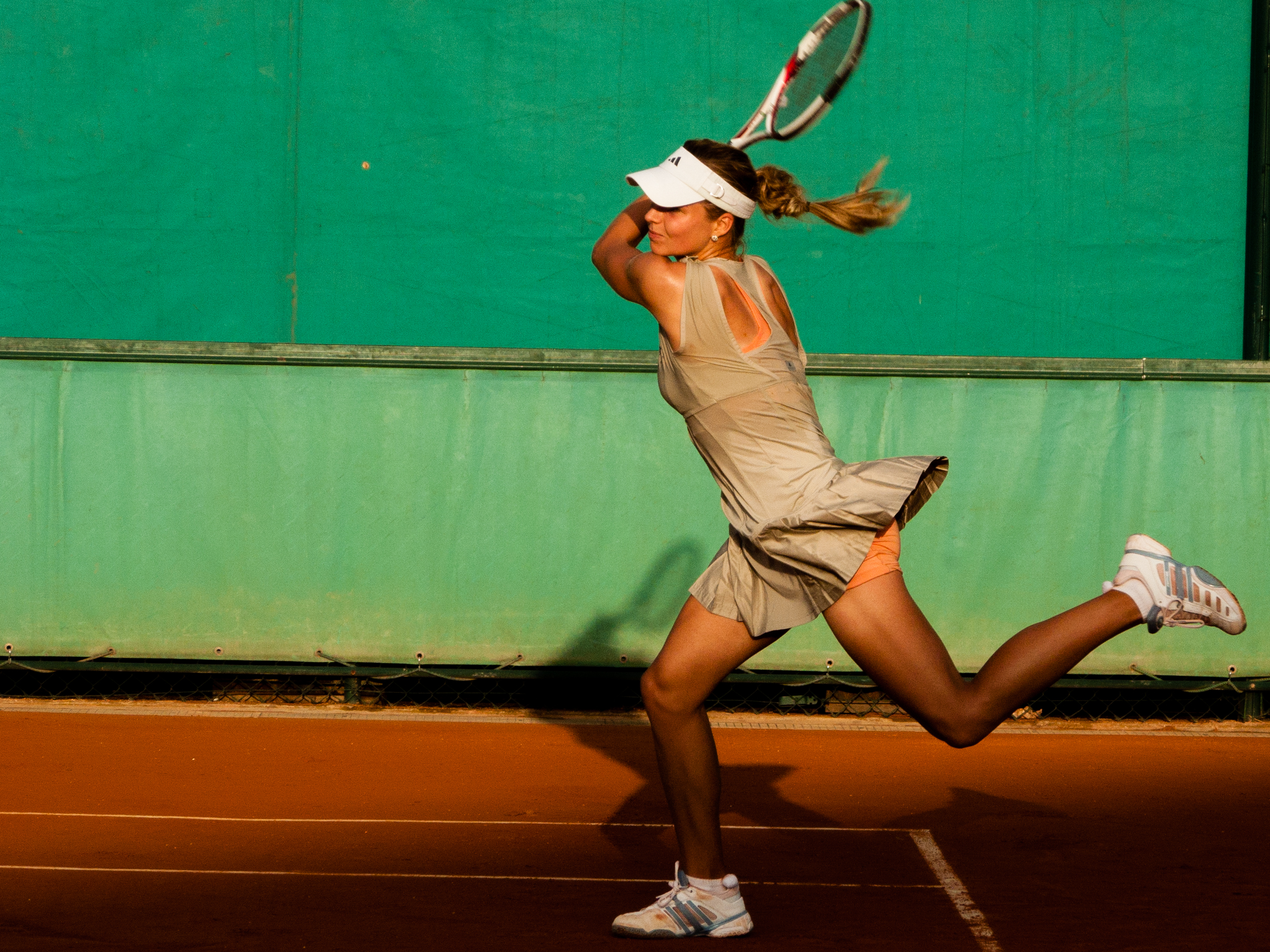
Мария на Открытом чемпионате Франции 2008 года

На старте сезона 2006 года Кириленко вышла в четвертьфинал турнира в Окленде. На Открытом чемпионате Австралии она прошла в стадию третьего раунда, где по жребию в соперницы досталась первая в мире на тот момент Линдсей Дэвенпорт, которая смогла обыграть Кириленко в трёх сетах. В парном разряде Мария совместно с Хиселой Дулко смогла выйти в четвертьфинал. Сразу после Австралийского чемпионата она приняла участие в зальном турнире в Токио, где дошла до 1/4 финала. Ещё до одного четвертьфинала в феврале она добралась на турнире в Дубае, где она вновь сыграла против Линдсей Дэвенпорт. Как и в Австралии Кириленко проиграла американке в трёх сетах. В апреле она впервые сыграла в составе сборной России в розыгрыше Кубка Федерации. В четвертьфинальном противостоянии против команды Бельгии Мария сыграла одну одиночную встречу, которую проиграла Ким Клейстерс, и одну выигранную парную встречу совместно с Динарой Сафиной, которая уже не решала исход противостояния. По итогу бельгийки выиграла с общим счётом 3-2. В мае на Открытом чемпионате Франции Кириленко вышла впервые в третий раунд, но проиграла там немке Анне-Лене Грёнефельд. На Уимблдонском турнире она выбыла уже в первом раунде, проиграв японке Синобу Асагоэ. Немного лучше она выступила на Открытом чемпионате США, пройдя в стадию третьего раунда. Лучшим результатом осенней части сезона для Марии стал выход в 1/4 финала на турнире в 1-й категории в Цюрихе.
На Открытом чемпионате Австралии 2007 года Мария прошла в третий раунд, где не смогла совладать с соотечественницей Светланой Кузнецовой. В начале марта она выиграла парный титул на турнире в Дубае в дуэте с Мартиной Хингис. На Открытом чемпионате Франции россиянка выбывает на стадии второго раунда, проиграв Саманте Стосур. Уимблдонский турнир завершился для неё уже в первом раунде. В августе она впервые в сезоне вышла в четвертьфинал на одиночных соревнованиях WTA-тура. Для этого она на турнире в Сан-Диего обыграла в третьем раунде № 3 в мире Елену Янкович (6-2, 3-6, 7-5). В борьбе за выход в полуфинал Мария проиграла Елене Дементьевой. Через неделю после этого она вышла ещё в один четвертьфинал на турнире в Лос-Анджелесе. На Открытом чемпионате США Кириленко второй год подряд вышла в стадию третьего раунда. В сентябре Мария Кириленко стала победительницей теннисного турнира в Калькутте. В финале она за 67 минут разгромила украинку Марию Корытцеву со счётом 6-0, 6-2. На следующем турнире в Сеуле она также добралась до титульного матча, но на это раз выиграть там россиянке не удалось. В трёх сетах Мария проиграла первому номеру посева на турнире Винус Уильямс — 3-6, 6-1, 4-6. В концовке сезона она приняла участие на турнире классом ниже WTA-тура — 75-тысячнике ITF в Дубае и стала его победительницей.
На первом турнире в 2008 году в Окленде Кириленко вышла в четвертьфинал. На Открытом чемпионате Австралии она впервые вышла в четвёртый раунд на турнирах серии Большого шлема. В матче третьего раунда она смогла обыграть шестую ракетку мира Анну Чакветадзе. В апреле на грунтовом турнире в Оэйраше Мария смогла сделать победный дубль, выиграв соревнования в одиночном и парном разрядах. В личном первенстве она одолела в финале чешку Ивету Бенешову (6-4, 6-2), а в парах взяла титул совместно с итальянкой Флавией Пеннеттой. На кортах Ролан Гаррос россиянка проиграла во втором раунде. В начале июня она смогла победить на турнире в Барселоне, переиграв в решающем матче Марию Хосе Мартинес Санчес (6-0, 6-2). На Уимблдонском турнире Кириленко проигрывает уже в первом раунде Вере Душевиной, а в смешанном парном розыгрыше (миксте) смогла выйти в полуфинал в дуэте с Игорем Андреевым. В конце июля она сыграла в четвертьфинале турнира в Портороже. На турнире 1-й категории в Монреале Мария в парных соревнованиях смогла пробиться в финал в альянсе с Флавией Пеннеттой. В середине августа на турнире в Цинциннати она вышла в полуфинал, где уступила Надежде Петровой. В парном же розыгрыше турнира обе россиянки составили одну команду и смогли завоевать титул. На Открытом чемпионате США Кириленко выступила неудачно, выбыв уже на старте турнира. В сентябре Мария стала победительницей турнира в Сеуле. В финале она одолела австралийку Саманту Стосур со счетом 2-6, 6-1, 6-4. Этот титул стал для россиянки третьим в сезоне и пятым за карьеру на основных соревнованиях WTA. В парном розыгрыше этого турнира Кириленко смогла пройти в финал, выступая в команде с Верой Душевиной.

### 2009—2011

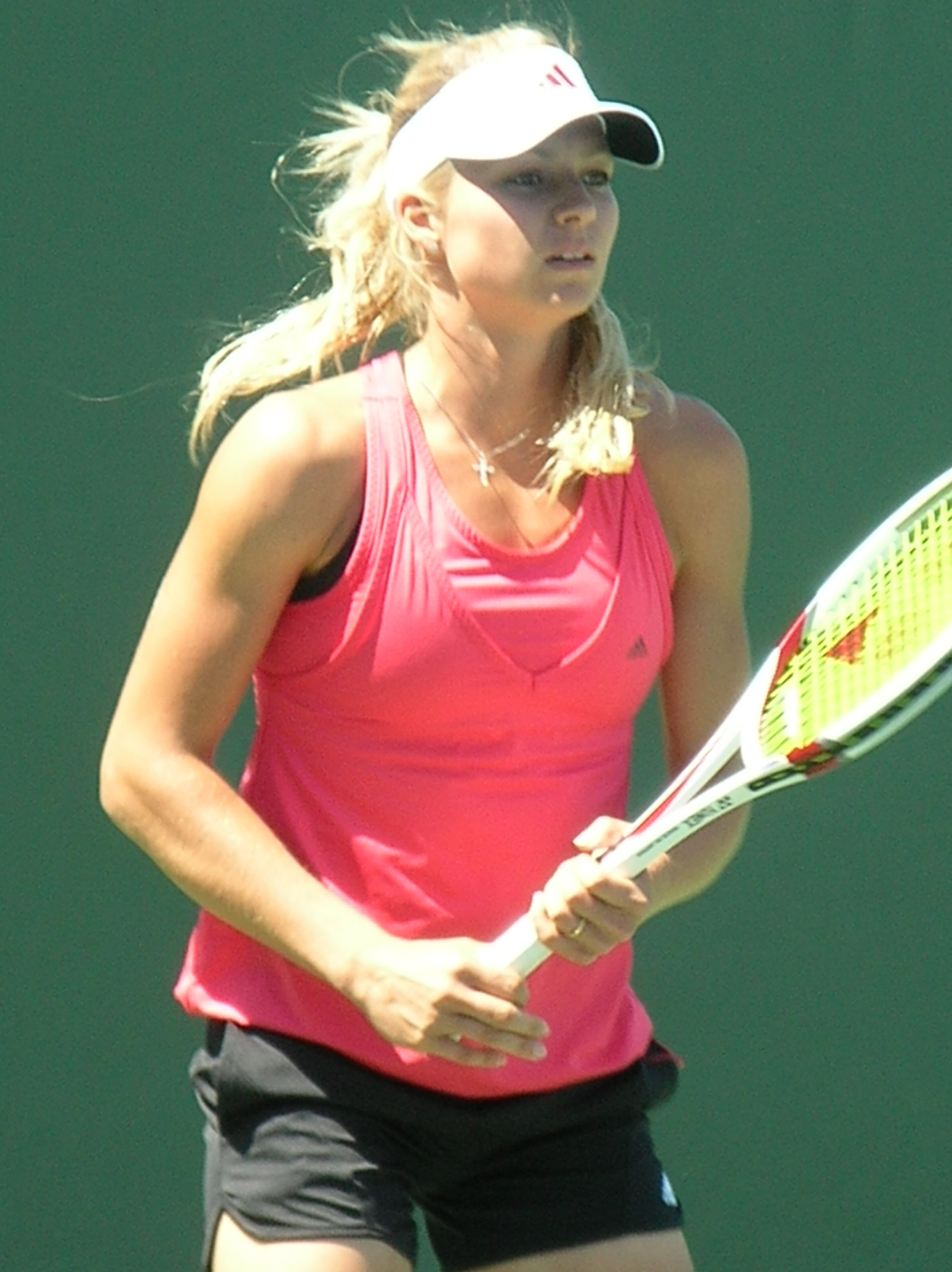
Мария на турнире в Станфорде 2010 года

На Австралийском чемпионате 2009 года Кириленко выбывает уже в первом раунде. В феврале на турнире в Дубае она вышла в финал парного розыгрыша в альянсе с Агеншкой Радваньской. В апреле Мария сыграла в финале грунтового турнира в Барселоне, но в решающем матче по защите титула она проиграла Роберте Винчи — 0-6, 4-6. В самом начале мая Кириленко сыграла ещё в одном парном финале на турнире в Фесе совместно с Сораной Кирстя. В том же месяце она не смогла защитить прошлогодний титул на турнире в Оэйраше, но вышла при этом в четвертьфинал. На Ролан Гаррос Мария выбыла в первом же раунде, а на Уимблдоне — во втором. В июле она сыграла один турнир в Бостаде, где прошла в четвертьфинал. В августе россиянка сыграла в парном финале турнира в Лос-Анджелесе в дуэте с Радваньской. На Открытом чемпионате США она вышла в третий раунд, где проиграла китаянке Ли На. В парном же розыгрыше турнира она вышла в четвертьфинал с соотечественницей Еленой Весниной. В сентябре на турнире в Сеуле она также не сомгла защитить прошлогодний титул. По ходу розыгрыша 2009 года Кириленко смогла выйти в полуфинал, где её остановила Кимико Датэ-Крумм. В октябре она сыграла в 1/4 финала на домашнем турнире в Москве, а в парном розыгрыше взяла главный приз, который выиграла в команде с Надеждой Петровой.
Очередной для себя сезон 2010 года Кириленко начала с выхода в четвертьфинал в Окленде. Затем она успешно выступила на Открытом чемпионате Австралии. Уже в первом раунде Мария обыграла свою более титулованную тёзку Марию Шарапову (7-6(4), 3-6, 6-4). Затем она обыграла Ивонн Мойсбургер и Роберту Винчи и вышла в четвёртом раунде на вторую ракетку мира Динару Сафину. Соперница Кириленко не смогла завершить матч из-за травмы и он завершился при счёте 5-4 в первом сете в пользу Марии. Таким образом, Кириленко впервые вышла в четвертьфинал Большого шлема в одиночном разряде. В борьбе за выход в следующую стадию она проиграла китаянке Чжэн Цзе. В парном разряде, где с ней выступила Агнешка Радваньская, она также выступила хорошо, достигнув полуфинала. Следующим заметным результатом в сезоне для Кириленко стало выступление на турнире серии Премьер 5 в Риме. Во втором раунде она выиграла у пятой ракетки мира Светланы Кузнецовой, а в следующем обыграла Доминику Цибулкову. В четвертьфинале она встретилась с лидером рейтинга Сереной Уильямс и уступила американке со счётом 1-6, 4-6. На Открытом чемпионате Франции Кириленко вновь обыграла Светлану Кузнецову в матче третьего раунда и впервые на этом турнире попала в четвёртый раунд, где в свою очередь уступила Франческе Скьявоне. В парном же розыгрыше Ролан Гаррос совместно с Агнешкой Радваньской она прошла в 1/4 финала.
На Уимблдонском турнире 2010 года Кириленко вышла в стадию третьего раунда, где её обыграла Ким Клейстерс. В конце июля Кириленко вышла в четвертьфинал на турнире в Станфорде. Затем на турнире в Сан-Диего она смогла стать победительницей парных соревнований в дуэте с Чжэн Цзе. Ещё один парный трофей она завоевала на турнире в Цинциннати совместно с Викторией Азаренко. На турнире в Нью-Хейвене Мария смогла выйти в полуфинал. Последний в сезоне Большой шлем Открытый чемпионат США принёс россиянке выход в третий раунд, где её переиграла Светлана Кузнецова. В конце октября Мария сыграла в финале на турнире в Москве. В решающем матче она не смогла сломить сопротивление Виктории Азаренко и проиграла со счётом 3-6, 4-6.
На Открытом чемпионате Австралии 2011 года Кириленко выбывает во втором раунде. В парном же разряде она смогла дойти до финала. Выступив на турнире в команде с Викторией Азаренко, в решающем матче Мария проигрывает дуэту Хисела Дулко и Флавия Пеннетта (6-2, 5-7, 1-6). В миксте совместно с сербом Ненадом Зимоничем она вышла в полуфинал. В начале мая Азаренко и Кириленко выиграли парный трофей на турнире высшей категории серии премьер в Мадриде. Перед Ролан Гаррос она вышла в четвертьфинал в Страсбурге. На самом же Открытом чемпионате Франции Кириленко смогла пройти в стадию четвёртого раунда, а в парном разряде с Азаренко попала в четвертьфинал. На Уимблдонском турнире россиянка в третьем раунде вышла на Серену Уильямс и проиграла ей в двух сетах. В конце июля Азаренко и Кириленко выиграли ещё один совместный титул на турнире в Станфорде, который стал для Марии 10 парным титулом на основных соревнованиях ассоциации. В августе их дуэт вышел в финал турнира в Торонто, но выступить в нём они не смогли из-за травмы Азаренко. На Открытом чемпионате США Кириленко вышла в четвёртый раунд, где проиграла итоговой победительнице того розыгрыша турнира Саманте Стосур. В парных соревнованиях она прошла в полуфинал в альянсе с Надеждой Петровой. В сентябре Кириленко выходит в полуфинал турнира в Гуанчжоу и четвертьфинал в Токио, где обыграла по пути к нему представительницу топ-10 Саманту Стосур и сеянную на турнире Ану Иванович. Ещё одну победу над Стосур Мария одержала в начале октября на турнире в Пекине, где её результатом стал выход в 1/4 финала. В конце сезона Кириленко выступила в составе сборной России в финале Кубка Федерации против команды Чехии. Помочь своей сборной она не смогла и проиграла обе личных встречи и, таким образом, кубок выиграли чешки, победившие в финале с общим счётом 3-2.

### 2012—2014 (бронза на Олимпиаде в Лондоне)

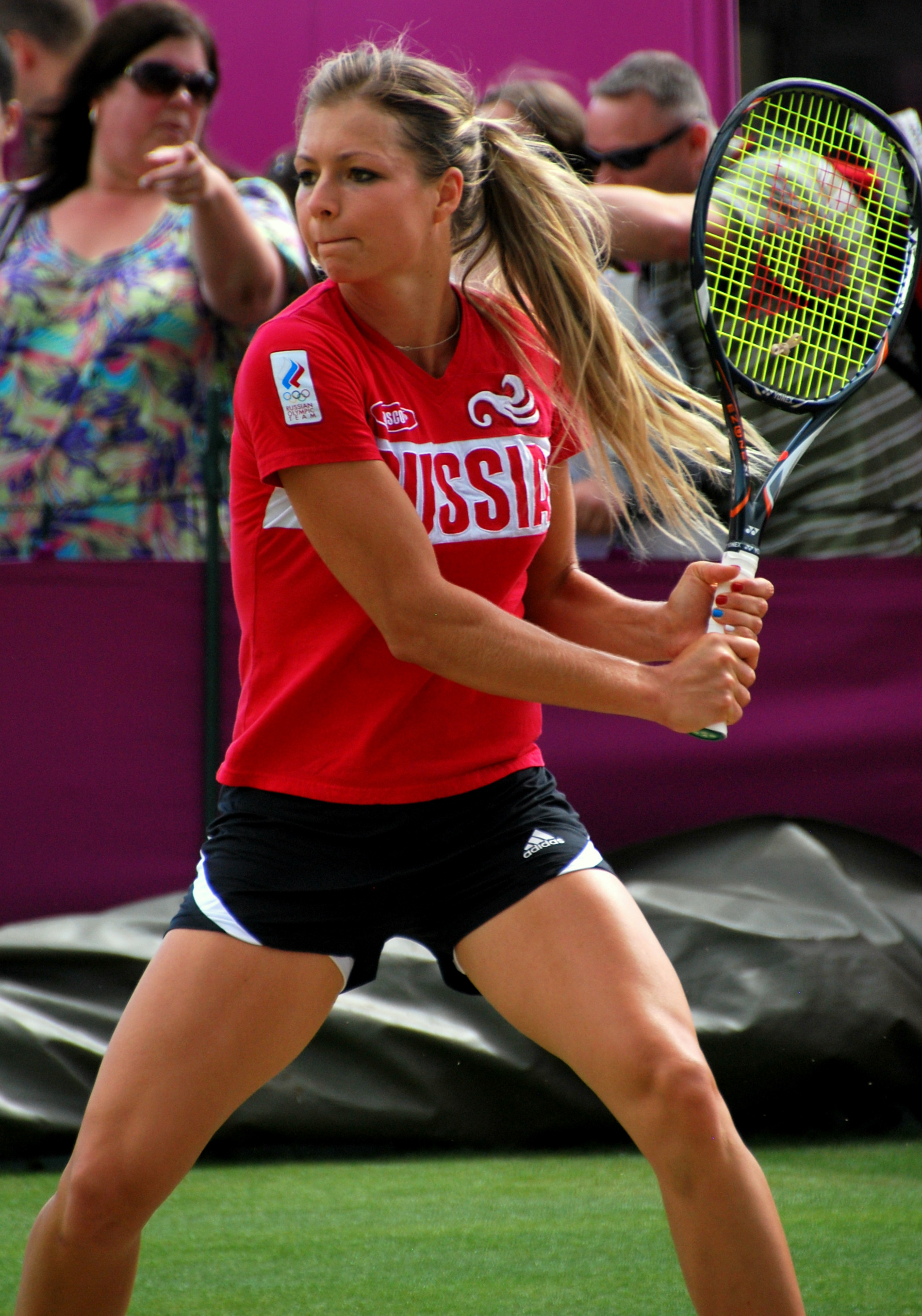
Мария на Олимпийских играх в Лондоне 2012 года

На Открытом чемпионате Австралии 2012 года Кириленко вышла в третий раунд, где после семи проигранных геймов подряд второй ракетки мира Петре Квитовой отказалась от продолжения матча. В начале феврале она смогла выйти в финал турнира в Паттайе, где уступила Даниэле Гантуховой — 7-6(4), 3-6, 3-6. В марте на премьер-турнире в Индиан-Уэллсе Мария вышла в 1/4 финала. На другом мартовском турнире той же категории в Майами она стала чемпионкой в парном разряде в альянсе с Надеждой Петровой. Кириленко и Петрова смогли выйти в парный финал на Открытом чемпионате Франции, но взять первый в карьере Большой шлем они не смогли и уступили итальянской паре Сара Эррани и Роберта Винчи со счётом 6-4, 4-6, 2-6. В одиночных соревнованиях Ролан Гарроса Мария проиграла на стадии второго раунда. В июне пара Кириленко и Петрова сыграла в финале турнира на траве в Хертогенбосе, где вновь уступила дуэту Винчи и Эррани. На Уимблдонском турнире Кириленко смогла победить Александру Каданцу, Лурдес Домингес Лино, Сорану Кирстя и Пэн Шуай, и впервые пройти в четвертьфинал этого турнира. В матче за выход в полуфинал Мария проиграла № 3 в мире Агеншке Радваньской. В июле Кириленко выступила на Олимпийских играх в Лондоне. В одиночном турнире она смогла выйти в полуфинал, пройдя таких соперниц, как Мариана Дуке-Мариньо, Хезер Уотсон, Юлия Гёргес и Петра Квитова. В полуфинале она проиграла соотечественнице Марии Шараповой и отправилась играть матч за третье место. В борьбе за медаль Кириленко также проиграла Виктории Азаренко. Но с Олимпиады без медали она не уехала. Стать призёром ей удалось в парном разряде, где Кириленко завоевала бронзовую медаль в паре с Надеждой Петровой.
В конце августа 2012 года Кириленко сыграла в финале турнира в Нью-Хейвене, где в решающий момент проиграла Петре Квитовой — 6-7(9), 5-7. На Открытом чемпионате США она вышла в третий раунд, а в парном разряде прошла в четвертьфинал в паре с Петровой. Осенью она один раз вышла в четвертьфинал на турнире в Москве. Там же она смогла выйти в финал парных соревнования, выступая вновь в альянсе с Петровой. Российская пара смогла отобраться на Итоговый чемпионат WTA и одержать на нём победу, переиграв в финале пару из Чехии Андрею Главачкову и Луцию Градецкую.
На Австралийском чемпионате 2013 года Мария смогла пройти в четвёртый раунд, где её разгромила Серена Уильямс. В начале февраля она впервые за шесть лет выиграла титул. Произошло это на турнире в Паттайе, где Мария в финале смогла переиграть представительницу Германии Сабину Лисицки (5-7, 6-1, 7-6(1)). В марте она удачно сыграла на престижном турнире в Индиан-Уэллсе. По ходу соревнований россиянка обыграла двух представительниц топ-10: Агеншку Радваньскую и Петру Квитову. Попав, благодаря этим победам, в полуфинал Кириленко вышла на соотечественницу Марию Шарапову и уступила ей в двух сетах. В начале апреля ей удалось сыграть в полуфинале турнира в Монтеррее. В мае на Открытом чемпионате Франции Мария в третий раз в карьере достигла четвертьфинала Большого шлема. Жребий ей достался достаточно легкий, так как ни одна из четырёх обыгранных соперниц не входила в топ-50. В 1/4 финала она уступила № 3 в мире Виктории Азаренко. Выступление во Франции позволило Кириленко впервые в карьере войти в первую десятку мирового одиночного рейтинга. В июне Кириленко вышла в четвертьфинал в Истборне, а на Уимблдоне выбыла в первом же раунде. На Открытом чемпионате США в августе Мария прошла в третий раунд.
Из-за травмы полученной в концовке сезона 2013 года, Кириленко начала очередной сезон лишь в самом конце марта 2014 года. Особых результатов по ходу сезона она достичь не смогла. На Ролан Гаррос и Открытом чемпионате США она проигрывала уже в первом раунде, а на Уимблдоне смогла пройти лишь во второй. В сентябре она единственный раз сыграла в полуфинале за весь сезон на турнире в Сеуле. С сентября 2014 года Кириленко прервала спортивную карьеру и не сыграла ни на одном профессиональном турнире.

## После завершения карьеры
В период с 2015 по 2017 год Кириленко родила двоих детей и с тех пор не вернулась в профессиональный теннис. Она не играет с 2014 года.

### Тренерская деятельность
В феврале 2016 года Кириленко объявила о начале тренерской карьеры и открытии «Детской школы большого тенниса Марии Кириленко». В 2019 году Кириленко вошла в тренерский штаб сборной России в Кубке Федерации.

### Мода
В 2006 году Кириленко стала лицом коллекции одежды Adidas, разработанной известным британским модельером, Стеллой Маккартни, и играла исключительно в ней в течение трех лет.
В 2009 году она появилась в издании Sports Illustrated Swimsuit Issue вместе с Даниэлой Гантуховой и Татьяной Головин.

## Итоговое место в рейтинге WTA по годам
| Год  | Одиночный рейтинг | Парный рейтинг |
| 2014 | 186               | 204            |
| 2013 | 19                | 225            |
| 2012 | 14                | 7              |
| 2011 | 28                | 7              |
| 2010 | 20                | 14             |
| 2009 | 63                | 21             |
| 2008 | 29                | 24             |
| 2007 | 31                | 35             |
| 2006 | 30                | 26             |
| 2005 | 25                | 27             |
| 2004 | 111               | 148            |
| 2003 | 122               | 258            |
| 2002 | 417               |                |

## Выступления на турнирах

### Финалы турнировWTAв одиночном разряде (12)

#### Победы (6)
| Легенда: До 2009 года       | Легенда: С 2009 года    |
| --------------------------- | ----------------------- |
| Турниры Большого шлема (0*) |                         |
| Олимпиада (0)               |                         |
| Итоговый турнир WTA (0+1)   |                         |
| 1-я категория (0)           | Premier Mandatory (0+2) |
| 2-я категория (1+1)         | Premier 5 (0+1)         |
| 3-я категория (1+3)         | Premier (0+3)           |
| 4-я категория (3+1)         | International (1+0)     |
| 5-я категория (0)           | International (1+0)     |

| Титулы по покрытиям | Титулы по месту проведения матчей турнира |
| ------------------- | ----------------------------------------- |
| Хард (4+9*)         | Зал (0+2)                                 |
| Грунт (2+2)         | Зал (0+2)                                 |
| Трава (0+1)         | Открытый воздух (6+10)                    |
| Ковёр (0)           | Открытый воздух (6+10)                    |

* количество побед в одиночном разряде + количество побед в парном разряде.
| №  | Дата             | Турнир             | Покрытие | Соперница в финале         | Счёт           |
| 1. | 25 сентября 2005 | Пекин, Китай       | Хард     | Анна-Лена Грёнефельд       | 6-3 6-4        |
| 2. | 23 сентября 2007 | Калькутта, Индия   | Хард(i)  | Мария Корытцева            | 6-0 6-2        |
| 3. | 20 апреля 2008   | Оэйраш, Португалия | Грунт    | Ивета Бенешова             | 6-4 6-2        |
| 4. | 15 июня 2008     | Барселона, Испания | Грунт    | Мария Хосе Мартинес Санчес | 6-0 6-2        |
| 5. | 28 сентября 2008 | Сеул, Южная Корея  | Хард     | Саманта Стосур             | 2-6 6-1 6-4    |
| 6. | 3 февраля 2013   | Паттайя, Таиланд   | Хард     | Сабина Лисицки             | 5-7 6-1 7-6(1) |

#### Поражения (6)
| №  | Дата             | Турнир             | Покрытие | Соперница в финале | Счёт           |
| 1. | 21 февраля 2004  | Хайдарабад, Индия  | Хард     | Николь Пратт       | 6-7(3) 1-6     |
| 2. | 30 сентября 2007 | Сеул, Южная Корея  | Хард     | Винус Уильямс      | 3-6 6-1 4-6    |
| 3. | 19 апреля 2009   | Барселона, Испания | Грунт    | Роберта Винчи      | 0-6 4-6        |
| 4. | 24 октября 2010  | Москва, Россия     | Хард(i)  | Виктория Азаренко  | 3-6 4-6        |
| 5. | 12 февраля 2012  | Паттайя, Таиланд   | Хард     | Даниэла Гантухова  | 7-6(4) 3-6 3-6 |
| 6. | 25 августа 2012  | Нью-Хэйвен, США    | Хард     | Петра Квитова      | 6-7(9) 5-7     |

### Финалы турнировITFв одиночном разряде (4)

#### Победы (3)
| Легенда:         |
| ---------------- |
| 100.000 USD (0*) |
| 75.000 USD (1)   |
| 50.000 USD (1)   |
| 25.000 USD (0)   |
| 10.000 USD (1)   |

| Титулы по покрытиям | Титулы по месту проведения матчей турнира |
| ------------------- | ----------------------------------------- |
| Хард (2*)           | Зал (0)                                   |
| Грунт (1)           | Зал (0)                                   |
| Трава (0)           | Открытый воздух (3)                       |
| Ковёр (0)           | Открытый воздух (3)                       |

* количество побед в одиночном разряде.
| №  | Дата            | Турнир              | Покрытие | Соперница в финале | Счёт       |
| 1. | 19 января 2003  | Бока-Ратон, США     | Хард     | Соня Джеясилан     | 6-3 6-0    |
| 2. | 16 мая 2004     | Сен-Годенс, Франция | Грунт    | Стефани Форетц     | 7-6(2) 6-3 |
| 3. | 15 декабря 2007 | Дубай, ОАЭ          | Хард     | Евгения Родина     | 7-5 6-2    |

#### Поражения (1)
| №  | Дата            | Турнир      | Покрытие | Соперница в финале | Счёт        |
| 1. | 17 августа 2003 | Бронкс, США | Хард     | Чжэн Цзе           | 6-4 4-6 4-6 |

### Финалы турниров Большого шлема в парном разряде (2)

#### Поражения (2)
| №  | Год  | Турнир                       | Покрытие | Партнёрша         | Соперницы в финале           | Счёт в финале |
| 1. | 2011 | Открытый чемпионат Австралии | Хард     | Виктория Азаренко | Жисела Дулко Флавия Пеннетта | 6-2 5-7 1-6   |
| 2. | 2012 | Открытый чемпионат Франции   | Грунт    | Надежда Петрова   | Сара Эррани Роберта Винчи    | 6-4 4-6 2-6   |

### Финалы турнировWTAв парном разряде (25)

#### Победы (12)
| №   | Дата            | Турнир                    | Покрытие | Партнёрша         | Соперницы в финале                 | Счёт              |
| 1.  | 13 июня 2004    | Бирмингем, Великобритания | Трава    | Мария Шарапова    | Лиза Макши Милагрос Секера         | 6-2 6-1           |
| 2.  | 9 октября 2005  | Токио, Япония             | Хард     | Жисела Дулко      | Синобу Асагоэ Мария Венто-Кабчи    | 7-5 4-6 6-3       |
| 3.  | 3 марта 2007    | Доха, Катар               | Хард     | Мартина Хингис    | Агнеш Савай Владимира Углиржова    | 6-1 6-1           |
| 4.  | 20 апреля 2008  | Оэйраш, Португалия        | Грунт    | Флавия Пеннетта   | Мервана Югич-Салкич Ипек Шенолу    | 6-4 6-4           |
| 5.  | 17 августа 2008 | Цинциннати, США           | Хард     | Надежда Петрова   | Се Шувэй Ярослава Шведова          | 6-3 4-6 [10-8]    |
| 6.  | 24 октября 2009 | Москва, Россия            | Хард(i)  | Надежда Петрова   | Мария Кондратьева Клара Закопалова | 6-2 6-2           |
| 7.  | 8 августа 2010  | Сан-Диего, США            | Хард     | Чжэн Цзе          | Лиза Реймонд Ренне Стаббс          | 6-4 6-4           |
| 8.  | 15 августа 2010 | Цинциннати, США (2)       | Хард     | Виктория Азаренко | Лиза Реймонд Ренне Стаббс          | 7-6(4) 7-6(8)     |
| 9.  | 7 мая 2011      | Мадрид, Испания           | Грунт    | Виктория Азаренко | Квета Пешке Катарина Среботник     | 6-4 6-3           |
| 10. | 31 июля 2011    | Станфорд, США             | Хард     | Виктория Азаренко | Лиза Реймонд Лизель Хубер          | 6-1 6-3           |
| 11. | 1 апреля 2012   | Майами, США               | Хард     | Надежда Петрова   | Сара Эррани Роберта Винчи          | 7-6(0) 4-6 [10-4] |
| 12. | 28 октября 2012 | Итоговый турнир WTA       | Хард(i)  | Надежда Петрова   | Андреа Главачкова Луция Градецкая  | 6-1 6-4           |

#### Поражения (13)
| №   | Дата             | Турнир                       | Покрытие | Партнёрша               | Соперницы в финале                  | Счёт           |
| 1.  | 15 мая 2005      | Рим, Италия                  | Грунт    | Анабель Медина Гарригес | Кара Блэк Лизель Хубер              | 0-6 6-4 1-6    |
| 2.  | 27 августа 2005  | Нью-Хэйвен, США              | Хард     | Жисела Дулко            | Лиза Реймонд Саманта Стосур         | 2-6 7-6(6) 1-6 |
| 3.  | 24 июня 2006     | Хертогенбос, Нидерланды      | Трава    | Ана Иванович            | Чжэн Цзе Янь Цзы                    | 6-3 2-6 2-6    |
| 4.  | 3 августа 2008   | Монреаль, Канада             | Хард     | Флавия Пеннетта         | Кара Блэк Лизель Хубер              | 1-6 1-6        |
| 5.  | 28 сентября 2008 | Сеул, Южная Корея            | Хард     | Вера Душевина           | Чжуан Цзяжун Се Шувэй               | 3-6 0-6        |
| 6.  | 21 февраля 2009  | Дубай, ОАЭ                   | Хард     | Агнешка Радваньская     | Кара Блэк Лизель Хубер              | 3-6 3-6        |
| 7.  | 2 мая 2009       | Фес, Марокко                 | Грунт    | Сорана Кырстя           | Алиса Клейбанова Екатерина Макарова | 3-6 6-2 [8-10] |
| 8.  | 9 августа 2009   | Лос-Анджелес, США            | Хард     | Агнешка Радваньская     | Янь Цзы Чжуан Цзяжун                | 0-6 6-4 [7-10] |
| 9.  | 28 января 2011   | Открытый чемпионат Австралии | Хард     | Виктория Азаренко       | Жисела Дулко Флавия Пеннетта        | 6-2 5-7 1-6    |
| 10. | 14 августа 2011  | Торонто, Канада (2)          | Хард     | Виктория Азаренко       | Лиза Реймонд Лизель Хубер           | Без игры       |
| 11. | 8 июня 2012      | Открытый чемпионат Франции   | Грунт    | Надежда Петрова         | Сара Эррани Роберта Винчи           | 6-4 4-6 2-6    |
| 12. | 23 июня 2012     | Хертогенбос, Нидерланды      | Трава    | Надежда Петрова         | Сара Эррани Роберта Винчи           | 4-6 6-3 [9-11] |
| 13. | 21 октября 2012  | Москва, Россия               | Хард(i)  | Надежда Петрова         | Екатерина Макарова Елена Веснина    | 3-6 6-1 [8-10] |

### Финалы командных турниров (2)

#### Поражения (2)
| №  | Год  | Турнир              | Команда                                                    | Соперник в финале                                 | Счёт в финале |
| -- | ---- | ------------------- | ---------------------------------------------------------- | ------------------------------------------------- | ------------- |
| 1. | 2011 | Кубок Федерации     | Россия М.Кириленко, С.Кузнецова, А.Павлюченкова, Е.Веснина | Чехия П.Квитова, Л.Шафаржова, Л.Градецка, К.Пешке | 2-3           |
| 2. | 2013 | Кубок Федерации (2) | Россия Не играла в финале.                                 | Италия С.Эррани,Р.Винчи,Ф.Пеннетта, К.Кнапп       | 0-4           |

## История выступлений на турнирах
| Турнир                       | 2003  | 2004  | 2005  | 2006  | 2007  | 2008  | 2009  | 2010  | 2011  | 2012  | 2013  | 2014  | Итог   | В/П за карьеру |
| ---------------------------- | ----- | ----- | ----- | ----- | ----- | ----- | ----- | ----- | ----- | ----- | ----- | ----- | ------ | -------------- |
| Турниры Большого шлема       |       |       |       |       |       |       |       |       |       |       |       |       |        |                |
| Открытый чемпионат Австралии | -     | К     | 2Р    | 3Р    | 3Р    | 4Р    | 1Р    | 1/4   | 2Р    | 3Р    | 4Р    | -     | 0 / 9  | 18-9           |
| Открытый чемпионат Франции   | -     | 2Р    | 1Р    | 3Р    | 2Р    | 2Р    | 1Р    | 4Р    | 4Р    | 2Р    | 1/4   | 1Р    | 0 / 11 | 16-11          |
| Уимблдонский турнир          | К     | 1Р    | 2Р    | 1Р    | 1Р    | 1Р    | 2Р    | 3Р    | 3Р    | 1/4   | 1Р    | 2Р    | 0 / 11 | 11-11          |
| Открытый чемпионат США       | 3Р    | 2Р    | 2Р    | 3Р    | 3Р    | 1Р    | 3Р    | 3Р    | 4Р    | 3Р    | 3Р    | 1Р    | 0 / 12 | 19-12          |
| Итог                         | 0 / 1 | 0 / 3 | 0 / 4 | 0 / 4 | 0 / 4 | 0 / 4 | 0 / 4 | 0 / 4 | 0 / 4 | 0 / 4 | 0 / 4 | 0 / 3 | 0 / 43 |                |
| В/П в сезоне                 | 2-1   | 2-3   | 3-4   | 6-4   | 5-4   | 4-4   | 3-4   | 11-4  | 9-4   | 9-4   | 9-4   | 1-3   |        | 64-43          |

К — проигрыш в квалификационном турнире.
| Турнир                       | 2005  | 2006  | 2007  | 2008  | 2009  | 2010  | 2011  | 2012  | 2013  | 2014  | Итог   | В/П за карьеру |
| ---------------------------- | ----- | ----- | ----- | ----- | ----- | ----- | ----- | ----- | ----- | ----- | ------ | -------------- |
| Турниры Большого шлема       |       |       |       |       |       |       |       |       |       |       |        |                |
| Открытый чемпионат Австралии | 1Р    | 1/4   | 3Р    | 1Р    | 3Р    | 1/2   | Ф     | 3Р    | 2Р    | -     | 0 / 9  | 19-8           |
| Открытый чемпионат Франции   | 2Р    | 3Р    | 1Р    | 2Р    | 3Р    | 1/4   | 1/4   | Ф     | -     | 1Р    | 0 / 9  | 17-9           |
| Уимблдонский турнир          | -     | 1Р    | 3Р    | 2Р    | 1Р    | 2Р    | 1Р    | 2Р    | 2Р    | -     | 0 / 8  | 6-7            |
| Открытый чемпионат США       | 3Р    | 3Р    | 1Р    | 1Р    | 1/4   | 3Р    | 1/2   | 1/4   | -     | -     | 0 / 8  | 15-8           |
| Итог                         | 0 / 3 | 0 / 4 | 0 / 4 | 0 / 4 | 0 / 4 | 0 / 4 | 0 / 4 | 0 / 4 | 0 / 2 | 0 / 1 | 0 / 34 |                |
| В/П в сезоне                 | 3-3   | 7-4   | 4-4   | 2-4   | 7-3   | 10-4  | 11-4  | 11-4  | 2-1   | 0-1   |        | 57-32          |